# Paweł Orzechowski
Paweł Orzechowski (* 15. Dezember 1941 in Beuthen O.S., Deutsches Reich; † 17. November 2016) war ein polnischer Fußballspieler.

## Karriere

### Vereine
Orzechowski spielte von 1961 bis 1973 für Polonia Bytom in der seinerzeit 1. Liga. Am Ende der verkürzten Spielzeit 1962, die in zwei Gruppen mit jeweils sieben Mannschaften ausgetragen wurde, setzte er sich mit seiner Mannschaft in der Gruppe 2 durch, wie auch im in Hin- und Rückspiel ausgetragenen Entscheidungsspiel um Platz 1 gegen den Sieger der Gruppe 1, Górnik Zabrze. Im Jahr 1964 erreichte er mit seiner Mannschaft das in Warschau ausgetragene Pokalfinale, das erst in der Verlängerung mit 1:2 gegen Legia Warschau verloren wurde. Aufgrund der errungenen Meisterschaft nahm sein Verein auch am Wettbewerb um den Europapokal der Landesmeister teil; sein einziges Spiel in diesem Wettbewerb bestritt er am 18. November 1962 in Chorzów beim 1:0-Sieg im Erstrundenrückspiel gegen Galatasaray Istanbul, der aufgrund des 4:1-Sieges im Hinspiel die nächste Runde erreichte.
Von 1963 bis 1967 wurde er bei drei von vier Ausspielungen in insgesamt 25 Spielen im Wettbewerb um den International Football Cup, auch als Rappan-Pokal bekannt, eingesetzt. Bei seiner Premiere bestritt er alle zwölf Hin- und Rückspiele sowie das am 25. Mai 1964 erreichte Finale. Im Wiener Stadion Hohe Warte wurde dieses vor 3.500 Zuschauern gegen den TJ Slovnaft Bratislava mit 0:1 verloren. Über den Gruppensieg und dem erfolgreichen Viertel- und Halbfinale stieß er mit seiner Mannschaft bei der vierten Ausspielung 1964/65 bis ins Finale vor. Verlor er mit seinem Verein am 9. Juni 1965 noch das Hinspiel gegen den SC Leipzig mit 0:3, so gewann er mit Polonia Bytom das Rückspiel am 16. Juni 1965 mit 5:1 und damit auch den internationalen Pokal; sein einziges Tor in neun Spielen erzielte er im letzten Spiel der Gruppe C3 beim 6:0-Sieg gegen den Degerfors IF am 26. Juli 1964. Im Nachfolgewettbewerb um den Intertoto-Cup kam er in der Gruppe B3, 1967 in drei Spielen und jeweils einem in der Gruppe B8, 1970 und Gruppe 10, 1973 zum Einsatz. Mit den Gruppensiegen 1967 und 1970 gehörte er, wie auch die anderen elf Gruppensiegern, zu den Pokalsiegern in diesem Wettbewerb.
Ins Ausland gelangt, kam er in der 1973/74 in acht Punktspielen für den französischen Erstligisten RC Lens zum Einsatz, wobei er am 30. Oktober 1973 (13. Spieltag) bei der 1:3-Niederlage im Auswärtsspiel gegen den SCO Angers debütierte und letztmals am 30. April 1974 (35. Spieltag) bei der 2:3-Niederlage im Heimspiel gegen den späteren Meister AS Saint-Étienne ein Punktspiel bestritt.
Nach Polen zurückgekehrt, spielte er von 1974 bis 1976 erneut für Polonia Bytom und beendete mit dem Abstieg seines Vereins in die 2. Liga Süd seine Spielerkarriere.

### Nationalmannschaft
Orzechowski debütierte in der A-Nationalmannaschaft am 7. Oktober 1964 im Råsundastadion gegen die Nationalmannaschaft Schwedens und wurde beim 3:3-Unentschieden in der 34. Minute für Stanisław Oślizło eingewechselt. Zweieinhalb Wochen später kam er 90 Minuten lang gegen die Nationalmannaschaft Irlands in Dublin zum Einsatz. Mit dem 4:0-Sieg über die Nationalmannaschaft Luxemburgs im ersten Spiel der EM-Qualifikationsgruppe 7 am 2. Oktober 1966 in Stettin und dem torlosen Remis am 3. Dezember 1966 in Tel Aviv gegen die Nationalmannaschaft Israels, bestritt er seine letzten beiden von insgesamt vier Länderspielen.

## Erfolge
- Intertoto-Cup-Sieger 1967, 1970
- IFC-Sieger 1965
- Polnischer Meister 1962
- Polnischer Pokal-Finalist 1964